# Galléros ostorosok
A galléros ostorosok szabadon élő egysejtű és kolonális ostoros eukarióták egy csoportja, az állatok legközelebbi élő rokonainak tekintik őket. Vannak galléros ostoraik, van egy tölcsér alakú nyakrészük mikrobolyhokkal összekapcsolva az ostor alapjánál. Egyedi sejt morfológiájukat egy tojásdad vagy gömbölyű, 3–10 µm átmérőjű sejt és egy 30–40 mikroboholyból álló gallérral körülvett apikális ostor jellemzi (lásd az ábrát). Ostorával a víz áramoltatása révén mozog, továbbá a mikroboholygallérral szemben így ejt csapdába baktériumokat és törmelékeket, ahol ezeket a táplálékait elnyeli. Ez a táplálkozás fontos kapcsolatot ad a globális széncikluson belül, ami összeköti a trofikus szinteket. Fontos ökológiai szerepükön kívül különösen érdekesek az evolúciós biológusoknak, akik a többsejtűség eredetét tanulmányozzák az állatokban. Mivel a legközelebbi élő rokonai az állatoknak, hasznos modellként szolgálnak az állatok utolsó egysejtű ősének rekonstrukciójához.

## Megjelenés és növekedés

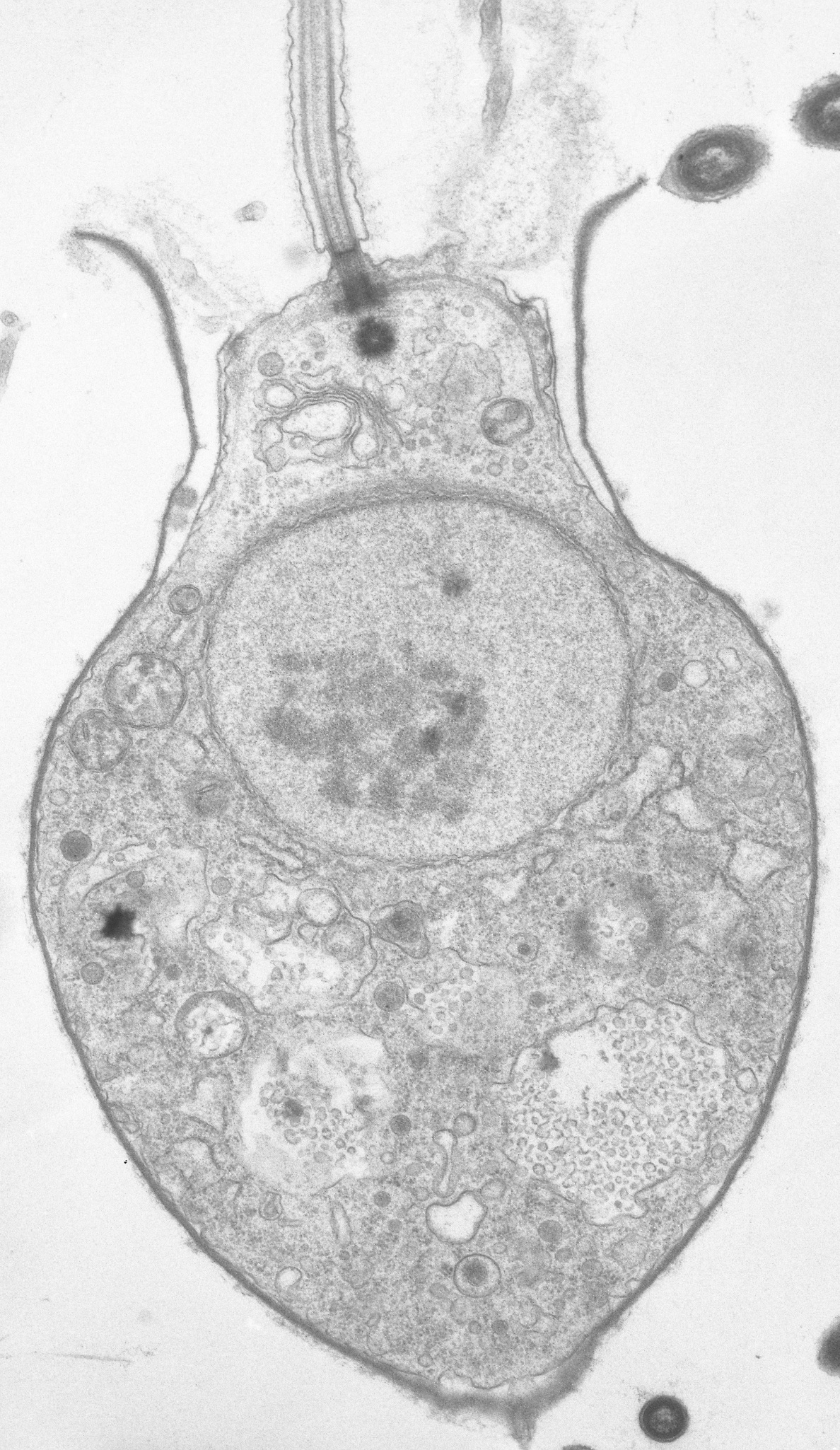
Salpingoeca faj, transzmissziós elektronmikroszkópban

Minden galléros ostorosnak van egy ostora, körülvéve egy aktinnal megtöltött kiemelkedések gyűrűjével amit mikrobolyhoknak hívnak, egy henger vagy kúp alakú gallért formálva. Az ostor mozgása nyomja a vizet a galléron keresztül, és baktériumokat és törmeléket fog el a mikrobolyhokkal és lenyeli őket. Az ostor által generált vízáram szintén előre tolja a szabadon úszó sejteket mint az állati spermában. Ellentétben a legtöbb más ostorossal amik az ostoruk által húzottak.
Azonkívül az apikális ostor körül van véve aktinnal töltött mikrobolyhokkal amik jellemzik a galléros ostorosokat, a belső elrendeződése a sejtszervecskéknek a citoplazmában állandó. A flagelláris bazális test az apikális ostor alapjánál van, és egy második nem flagelláris bazális test a flagelláris alaphoz képest derékszögben van. A nukleusz egy apikális központi helyzetet foglal el a sejtben, és az emésztő vakólumok a citoplazma bazális régiójában pozicionáltak. Számos galléros ostoros sejtteste körül van véve egy jellegzetes extracelluláris mátrixal vagy periplazmatikus térrel. Ezeknek nagyon változékony a szerkezetük és az összetételük és használják a taxonómusok osztályozás céljából. Számos galléros ostoros épít komplex kosár alakú "házak"at a nevük lorica, számos kovasav csíkokból cementálja össze. A  periplazmatikus tér funkcionális jelentősége ismeretlen, de szesszilis szervezetben úgy gondolják hogy segíti a kötődését a szubsztráthoz. Planktonikus szervezetekben azt spekulálják hogy a periplazmatikus tér növeli az ellenállást, ezáltal ellensúlyozza az ostor által generált erőt és növeli a táplálkozás hatékonyságát. Vagy szabadon úsznak a vízoszlopban, vagy szesszilisek, közvetlenül hozzátapadva a szubsztráthoz vagy a periplazmatikus téren vagy egy vékony kocsányon keresztül. Bár úgy gondolják hogy szigorúan szabadon élők és heterotrófok, számos rokonuk, például az Ichthyosporea (más néven Mesomycetozoa) tagjai parazita vagy kórokozó életmódot követnek. Az élettörténetük gyengén megértett. Számos fajról azt gondolják hogy magányos, viszont a kolonialitás úgy látszik hogy különböző időkben függetlenül fejlődött ki a csoporton belül, és a kolonális fajok megőriznek egy magányos szakaszt.
Vegetatív módon nőnek számos faj átesik hosszirányú hasadáson, viszont a reproduktív életciklusuk még felderítésre vár. Jelenleg nem egyértelmű hogy vajon van-e egy szexuális fázis az életciklusukban és a ploiditás szintje ismeretlen, viszont a felfedezése retrotranszpozonoknak és a meózisban kulcsszerepet játszó géneknek azt sugallja hogy rejtélyesen szexuálisak. Érdekes módon néhány galléros ostoros képes mikrobiális ciszta állapotba kerülni, ami magába foglalja az ostor és a gallér visszahúzását. Ha friss tápközegre teszik a mikrobiális ciszta állapotba való átmenet előfordul, bár közvetlenül megfigyelt marad. További vizsgálata az életciklusuknak informatív lehet a kolónia képződés mechanizmusáról és az állati többsejtűség evolúciójának jellegzetességeiről.

## Osztályozás
A legközelebbi ismert egysejtű élő rokonai az állatoknak. Korábban három családba osztották őket a periplazmatikus terük összetétele és szerkezete alapjánːCodonosigidae, Salpingoecidae és Acanthoecidae. A Codonosigidae  család tagjainak úgy látszik hogy hiányzik a periplazmatikus terük amikor fénymikroszkóppal vizsgálják őket, de egy szép külső réteget csak elektronmikroszkóppal lehet látni. A Salpingoecidae család olyan fajokből áll amiknek a sejtjei egy kemény tokba vannak zárva ami látható fény és elektron mikroszkóppal is. A tok egy szekretált fedő réteg túlnyomórészt cellulózból vagy más poliszacharidokból áll össze. Ez a felosztást most parafiletikusnak tekintik, ezek a formák konvergens evolúcióval terjedtek el. A galléros ostorosok harmadik családjának a Acanthoecidaenek monofiletikus csoport létét támogatták. Ez a klád rendelkezik egy szinapomorfiával, a sejteken belül talált egy kosár-szerű loricával. Az Acanthoecid lorica szilícium-dioxid borda sávok sorozatából áll össze egy fajspecifikus lorica mintába elrendezve.
A galléros ostorosok a molekuláris filogenetika alapján három jól támogatott kládra oszlanak. A klád1 és a klád 2 a fajok egy kombinációjából  állnak amiket hagyományosan a Codonosigidaenek és Salpingoecidaenek tulajdonítanak, míg a klád3 tartalmazza a rendszertanilag Acanthoecidaeba osztályozott csoport fajait. A törzsfejlődésük jellemzőinek feltérképezése azt jelzi hogy az utolsó közös ősük egy tengeri szervezet volt differenciált életciklussal szesszilis és mozgékony szakaszokkal.

## Kapcsolatuk az állatokkal
Dujardin már 1841-ben feljegyezte a morfológiai hasonlóságokat a galléros ostorosok és a szivacsok galléros sejtjei között, és javasolta a lehetőségét egy közeli kapcsolatnak. Ezt a feltételezett kapcsolatot a galléros ostorosok és az állatok között megerősítették több nem kapcsolódó szekvencia független elemzésévelː 18S rDNS, sejtmagi fehérje kódoló gének, és mitokondriális genomok (Steenkamp, et al., 2006; Burger, et al., 2003; Wainright, et al., 1993). Összehasonlítása mitokondriális genom szekvenciáknak egy galléros ostorosból és három szivacsból megerősítette az elhelyezését a galléros ostorosoknak az állatok külső csoportjaként, és tagadta a lehetőségét hogy a galléros ostorosok az állatokból fejlődtek ki (Lavrov, et al., 2005). Végül a legutóbbi vizsgálatai a galléros ostorosokban kifejezett géneknek felfedte hogy állat sejt jelátvitelhez és adhéziós  génekhez homológokat szintetizálnak. A genom szekvenálás azt mutatja hogy az élő szervezetek között a galléros ostorosok vannak a legközelebbi kapcsolatban az állatokkal. Mert a galléros ostorosok és az állatok szorosan kapcsolódnak egymáshoz az összehasonlítás a két csoport között azt ígéri hogy bepillantást ad az utolsó közös ősük biológiájába és az állatok evolúciójának legkorábbi eseményeibe. A szivacsok galléros sejtjeinek (a legbazálisabb állatok közé gondolják őket) azonos az alapvető szerkezete mint a galléros ostorosoknak. A galléros sejtek más állat csoportokban is megtalálhatóak, például a zsinórférgeknél, ami arra utal hogy ez volt a morfológiája az utolsó közös ősüknek. Az állatok és a galléros ostorosok utolsó közös őse egysejtű volt, talán egyszerű kolóniákat formált, ellentétben a valódi szövetes állatok utolsó közös ősével ami többsejtű szervezet volt, differenciált szövetekkel, egy meghatározott "test terv"vel, és embrionális fejlődéssel (beleértve a gasztrulációt). Ezen származási vonalak szétválásának ideje valószínűleg a késő Prekambriumban volt, > 600 millió évvel ezelőtt.

## Koloniális viselkedés
Számos faj például a  Proterospongia nemben egyszerű kolóniákat formál, planktonikus halmokat ami hasonlít egy miniatűr szőlőfürtre amiben minden sejt a kolóniában ostoros vagy sejtfürt egy száron.

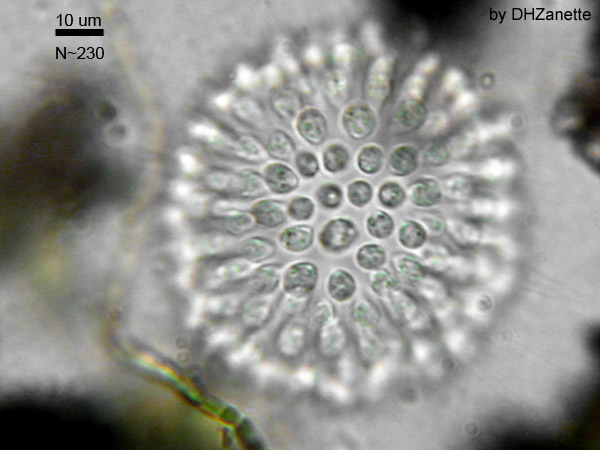
Sphaeroeca, egy galléros ostoros kolónia (kb. 230 egyed), fénymikroszkópban

## Szilícium biomineralizáció
Az Acanthoecid galléros ostorosok egy extracelluláris kosár szerkezetet termelnek ami loricaként ismert. A lorica egyedi borda sávokból áll össze, egy szilícium-protein biokompozitból készül. Minden borda sáv a sejten belül alakul ki, és azután kiválasztódik a sejtfelszínen. A sejtosztódás során az új sejt elvisz borda sávokat a citokinezis részeként, és összeállítja a saját loricáját csak ezeket a korábban termelt sávokat használva.
A bioszilíciumosításhoz a galléros ostorosokban szükség van a ortoszilikasav koncentrációjára a sejten belül. Amit szilícium transporter (SIT) fehérjék visznek ki. A galléros ostoros SIT-ek elemzése kimutatta hogy hasonlóak a kovamoszatok és egyéb kovasav képző sárgásmoszatok SIT-típusú szilícium transzportereihez. A SIT géncsaládnak kimutatták hogy kevés vagy nincs homológiája bármilyen más génnel, még a nem kovasavas galléros ostorosok vagy sárgásmoszatok génjeivel sem. Ez azt sugallja hogy a SIT géncsalád egy az Acanthoecidok és a sárgásmoszatok közötti horizontális géntranszfer eseményen keresztül fejlődött ki. Ez egy figyelemre méltó esete a horizontális géntranszfernek két távoli rokonságban álló eukarióta csoport között, és nyomot ad a biokémiájáról és a szilícium-fehérje kölcsönhatásairól az egyedülálló SIT gén családnak.

## Ökológia
Több mint 125 élő faja van, a tengerekben globálisan elosztva, brakkvízi és édesvízi környezetekben az Arktisztól a trópusokig, elfoglalva nyílttengeri és mélytengeri övezetet. Bár a legtöbb galléros ostoros mintavétel 0 m és 25 m között fordult elő, kinyerték olyan mélyen mint 300 m nyílt vízből, és 100 m alatt az Antarktiszi jégtakarónál. Sok fajról feltételezik hogy kozmopolita egy globális skálán [például a Diaphanoeca grandisról beszámoltak Észak-Amerikában, Európában és Ausztráliában (OBIS)], míg más fajokról azt jelentették hogy korlátozott a területi eloszlásuk.
Még ma is fontosak a szén-ciklusban és a mikrobiális táplálék ciklusban.

## Genomok és transzkriptomok
Két galléros ostoros faj genomját szekvenálták teljesen, másik két fajnak a transzkriptom adatait közzétették.

### Monosiga brevicollis genom
A Monosiga brevicollis genomjának 41.6 millió bázispárja van, hasonló méretű mint a fonalas gombáké és más szabadon élő egysejtű eukariótáké, de messze kisebb mint a tipikus állaté. 2010-ben egy filogenomikai tanulmány felfedte hogy számos alga gén jelen van a Monosiga brevicollis genomjában. Ez lehetett annak következtében hogy a korai evolúciós történetében algával táplálkozott fagocitózison keresztül.

## Salpingoeca rosetta genom
A genom 55 megabázis méretű. Homológjai a sejtadhézió, neuropeptid és glikoszfingolipid anyagcsere géneknek jelen vannak a genomban.

## Monosiga ovata transzkriptom
Egy EST adathalmazt a Monosiga ovataról 2006-ban tették közzé. Fontos felfedezés ezen a transzkriptomon a Hoglet domén volt és fényt derített a domén keveredésének szerepére a Hedgehog jelátviteli útvonal evolúciójában.

## Stephanoeca diplocostata transzkriptom
Az első loricás galléros ostoros transzkriptom, a galléros ostoros szilícium transzporterek felfedezéséhez vezetett. Később hasonló géneket azonosítottak egy második loricás fajban a Diaphanoeca grandisban. Ezen gének elemzése megállapította hogy a galléros ostoros SIT-ek homológiát mutatnak a kovamoszatok SIT-típusú szilícium transzportereivel és horizontális gén transzferen keresztül alakultak ki.